# COVAX
El COVID-19 Vaccines Global Access (abreujat com COVAX i traduït com Accés Global a Vacunes contra la COVID-19) és una iniciativa coliderada per l'Organització Mundial de la Salut (OMS), la Coalició per a les Innovacions en Preparació per Epidèmies (CEPI) i l'Aliança Global per a les Vacunes i la Immunització (GAVI) amb la col·laboració dels fabricants de vacunes de països desenvolupats i en vies de desenvolupament. Aquest mecanisme és un dels pilars de l'Accelerador de l'accés a les eines contra la COVID‑19.
El COVAX és l'única iniciativa mundial que treballa amb els governs i els fabricants amb l'objectiu de garantir un accés just i equitatiu a una vacuna segura i efectiva per tots els països participants. A finals de setembre de 2020, disposa de la cartera de vacunes contra la COVID-19 més àmplia i diversa del món, amb nou vacunes candidates i altres nou en avaluació.
| «                                                                                         | La COVID‑19 és un desafiament sanitari mundial sense precedents que només pot afrontar-se amb una cooperació sense precedents entre els governs, els investigadors, els fabricants i els associats multilaterals (...). En conjuminar recursos i actuar en solidaritat a través de l'Accelerador i el Mecanisme COVAX, podem assegurar-nos que, una vegada que estigui disponible una vacuna contra la COVID‑19, ho estarà equitativament en tots els països. | » |
| — Dr. Tedros Adhanom Ghebreyesus, Director General de l'OMS, Comunicat de premsa de l'OMS | |   |

## Països

Els estats tenien com a data límit de manifestar el seu interès fins al 21 de setembre de 2020. A partir d'aquesta data, es va fer públic tots els països, 172, que formen part del mecanisme COVAX, que representaria el 70% de les economies mundials.
- 59 països han signat un acord de compromís (i cinc estats més, no membres de les Nacions Unides no especificats).[3]
- 18 països han presentat confirmacions no vinculats d'intenció de participar amb COVAX (i tres estats més, no membres de les Nacions Unides no especificats).[3]
- 92 països escollits per la Junta de Gavi que rebrien el suport del compromís anticipat de mercat (CAM) del COVAX, és a dir, tindrien l'accés a la vacuna a través del mecanisme COVAX.[2] Els criteris d'elecció són tenir una renda per capita per sota de 4.000 dòlars.
- 12 països elegibles del Banc Mundial Associació Internacional de Foment.[4]

### Controvèrsies i altres
- Alemanya - Rebutja comprar les possibles vacunes contra la COVID-19 a través de COVAX de l'Organització Mundial de la Salut (OMS) perquè ja estava buscant possibles vacunes a través d'un pla de la Unió Europea. No obstant això, dona suport al pla de l'OMS i ha signat un compromís juntament amb la resta d'estats membres de la UE i, a més, ha assenyalat que la Comissió Europea està contribuint-hi amb 400 milions d'euros.[5]
- Estats Units - El govern de Trump rebutjà formar part de la iniciativa COVAX a través d'un dels portaveus de la Casa Blanca, Judd Deere, que justificà en la següent manera; "els Estats Units continuaran involucrant als nostres socis internacionals per a assegurar que derrotem aquest virus, però no ens veurem limitats per organitzacions multilaterals influenciades per la corrupta Organització Mundial de la Salut i la Xina".[6] Joe Biden va derrotar a Trump en les eleccions presidencials de 2020; en el seu primer dia en el càrrec, el 20 de gener de 2021, el govern de Biden va anunciar que els Estats Units romandria en l'OMS i s'uniria al COVAX. Aquest gir en la política estatunidenca (anunciat per Anthony Fauci, assessor mèdic cap del president) va ser acollit amb satisfacció a nivell mundial.[7][8] El 19 de febrer, els Estats Units es va comprometre a aportar 4.000 milions de dòlars, convertint-se en el major contribuent al fons.[9]
- França - Fonts del Ministeri de Salut han confirmat a Reuters que no compraran pas les possibles vacunes contra la COVID del mecanisme COVAX sinó que ho farà a través d'un pla conjunt organitzat a través de la Unió Europea. No obstant això, seguiran donant suport al pla de l'OMS i ha signat un compromís juntament amb la resta d'estats membres de la UE.[10]
- Hong Kong (Regió administrativa especial xinesa) - En un comunicat oficial, el govern ha manifestat el seu interès en formar-ne part. A més, van afegir que com que "la iniciativa COVAX només poden atendre una proporció de la població d'Hong Kong i les vacunes només poden ser lliurades a finals de 2021, el Govern procurarà obtenir subministraments addicionals mitjançant acords de compra anticipada amb els fabricants de vacunes individuals".[11]
- Kazakhstan - La Comissió Interministerial format pels ministeris de Salut i d'Afers Exteriors valoren la possibilitat de signar un contracte d'adquisició de vacunes contra la COVID-19 a través del mecanisme de COVAX.[12]
- Macau (Regió administrativa especial xinesa) - El Coordinador del Departament de Salut de Control de Malalties Transmissibles i Vigilància de Malalties, Leong Iek Hou, ha anunciat que ha signat un acord amb els colíders de la iniciativa per l'adquisició de 1.4 milions de vacunes, el doble de la població ja que es necessitarien dues vacunes per persona per ser efectiva.[13]
- Malàisia - L'Associació de Metges de Malàisia (MMA) ha estat el més crític amb el govern malaisi respecte aquesta qüestió. El seu president, N. Ganabaskaran, ha exigit al ministre de Salut perquè el país no estava entre els 172 països i territoris que havien manifestat interès o compromès amb la iniciativa i ha exigit més transparència respecte la decisió amb COVAX i els seus motius.[14] L'endemà, dos dies abans que s'esgotès la data límit, el ministeri de Ciència, Tecnologia i Innovació (MOSTI) va anunciar que havia dut a terme tres acords; amb el COVAX, Xina i algunes farmacèutiques internacionals en que les seves vacunes es troben en la fase 3. "L'enfocament adoptat per Malàisia en formar part de Covax, establint vincles estratègics amb altres països i negociant directament amb les empreses farmacèutiques garantirà que puguem obtenir suficients subministraments de la vacuna aprovada immediatament i a un preu raonable", afirmava en el comunicat de MOSTI.[15][16][17] El MMA ha agraït les explicacions i que el govern s'afegís en la iniciativa i ha reclamat que hagués coordinació interministerial entre MOSTI i (Ministeri de Salut) MoH.[18]
- República de la Xina - El ministre de Salut, Chen Shih-chung, ha anunciat que tenen intenció signar l'acord.[19]
- Xina - Diversos mitjans de comunicació havien assenyalat a la Xina com un dels països o absents o que havien rebutjat formar-ne part.[20] No obstant això, el president de Gavi, Seth Berkley, afirmà que estan negociant amb les autoritats xineses.[21] El portaveu del Ministeri d'Afers Exteriors, Wang Wenbin, en ser preguntat sobre el COVAX declarà: "la Xina fa costat a COVAX i ha estat en comunicació i cooperació amb l'OMS i altres patrocinadors del pla, inclosa l'Aliança Mundial per al Foment de la Vacunació i la Immunització (Gavi). Continuarem cooperant en matèria de vacunes amb l'OMS, Gavi i els països pertinents per a derrotar a COVID-19 juntament amb la comunitat internacional".[22]
- Rússia - Aquest país és assenyalat com un dels grans absents.[23]